# Waidbruck
Waidbruck (wł. Ponte Gardena) – miejscowość i gmina we Włoszech, w regionie Trydent-Górna Adyga, w prowincji Bolzano.
Liczba mieszkańców gminy wynosiła 183 (dane z roku 2009). Język niemiecki jest językiem ojczystym dla 90,68%, włoski dla 8,7%, a ladyński dla 0,62% mieszkańców (2001).